# Australia Open 2002 (Badminton)
Die Australian Open 2002 im Badminton fanden vom 13. bis zum 15. September 2002 in Melbourne statt.

## Sieger und Platzierte
| Disziplin    | Gold                                  | Silber                          | Bronze                         |
| ------------ | ------------------------------------- | ------------------------------- | ------------------------------ |
| Herreneinzel | Sairul Amar Ayob                      | Stuart Brehaut                  | John Moody                     |
| Herreneinzel | Sairul Amar Ayob                      | Stuart Brehaut                  | Andrew Smith                   |
| Dameneinzel  | Lenny Permana                         | Bei Wu                          | Xiao Jing Li                   |
| Dameneinzel  | Lenny Permana                         | Bei Wu                          | Renee Flavell                  |
| Herrendoppel | Jeremy Gan Ng Kean Kok                | Ashley Brehaut Travis Denney    | John Gordon Daniel Shirley     |
| Herrendoppel | Jeremy Gan Ng Kean Kok                | Ashley Brehaut Travis Denney    | Jiang Xin Pham Le The Hung     |
| Damendoppel  | Sara Runesten-Petersen Bei Wu         | Tammy Jenkins Lenny Permana     | Renee Flavell Rachel Hindley   |
| Damendoppel  | Sara Runesten-Petersen Bei Wu         | Tammy Jenkins Lenny Permana     | Kellie Lucas Kate Wilson-Smith |
| Mixed        | Daniel Shirley Sara Runesten-Petersen | Travis Denney Kate Wilson-Smith | Craig Cooper Renee Flavell     |
| Mixed        | Daniel Shirley Sara Runesten-Petersen | Travis Denney Kate Wilson-Smith | Ng Kean Kok Chor Hooi Yee      |